# Sonate K. 173
La sonate K. 173 (F.123/L.447) en si mineur est une œuvre pour clavier du compositeur italien Domenico Scarlatti.

## Présentation
La sonate K. 173 en si mineur est notée Allegro. Bien que leurs tonalités différentes empêchent la formation d'une paire, les sonates K. 173 et 174 (en ut mineur) partagent certaines caractéristiques, à la fois dans leur harmonie et l'utilisation de l'instrument.
Commencée dans une humeur réfléchie et mélancolique, elle gagne de l'espoir à mesure de sa progression pour se terminer sobrement dans la confiance. Ses mélodies comportent quelques motifs répétés.

## Manuscrits
Le manuscrit principal est le numéro 26 du volume I (Ms. 9772) de Venise (1752), copié pour Maria Barbara ; les autres sont Parme I 26 (Ms. A. G. 31406), Münster III 9 (Sant Hs 3966) et Vienne E 9 (VII 28011 E).

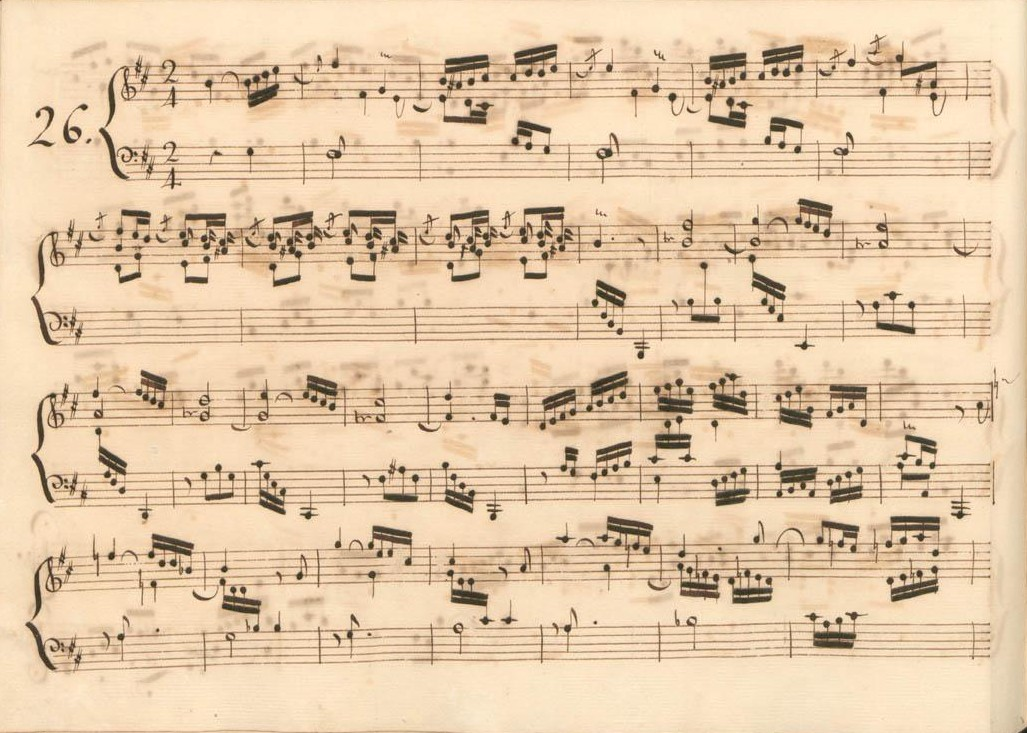
Parme I 26.
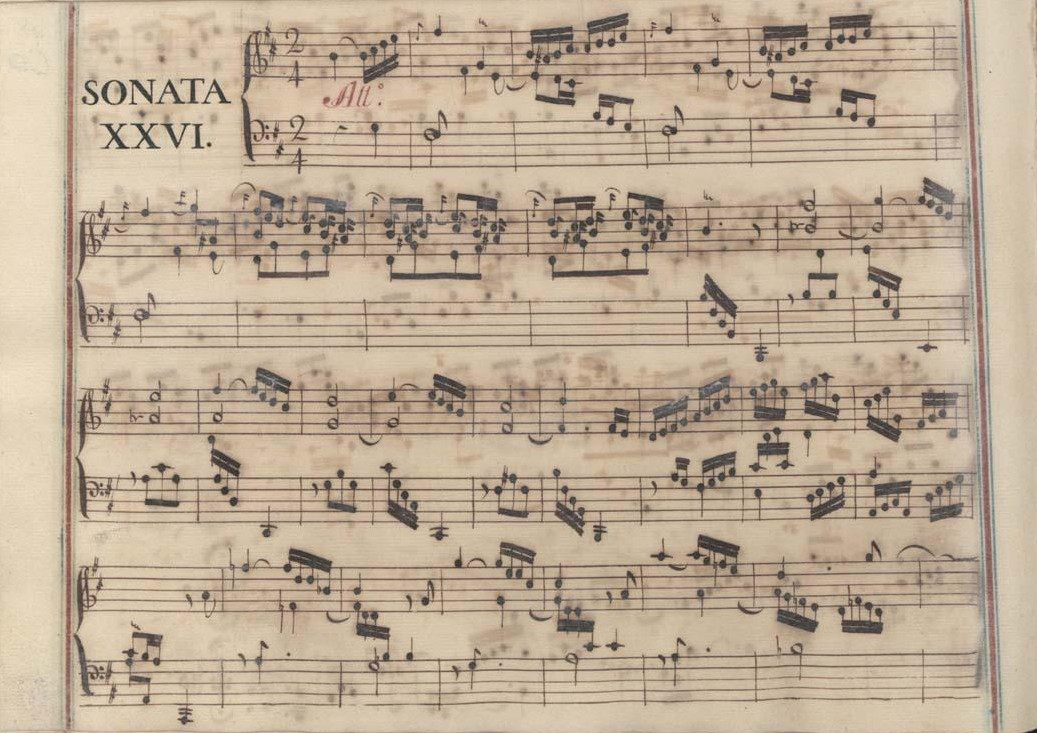
Venise I 26.
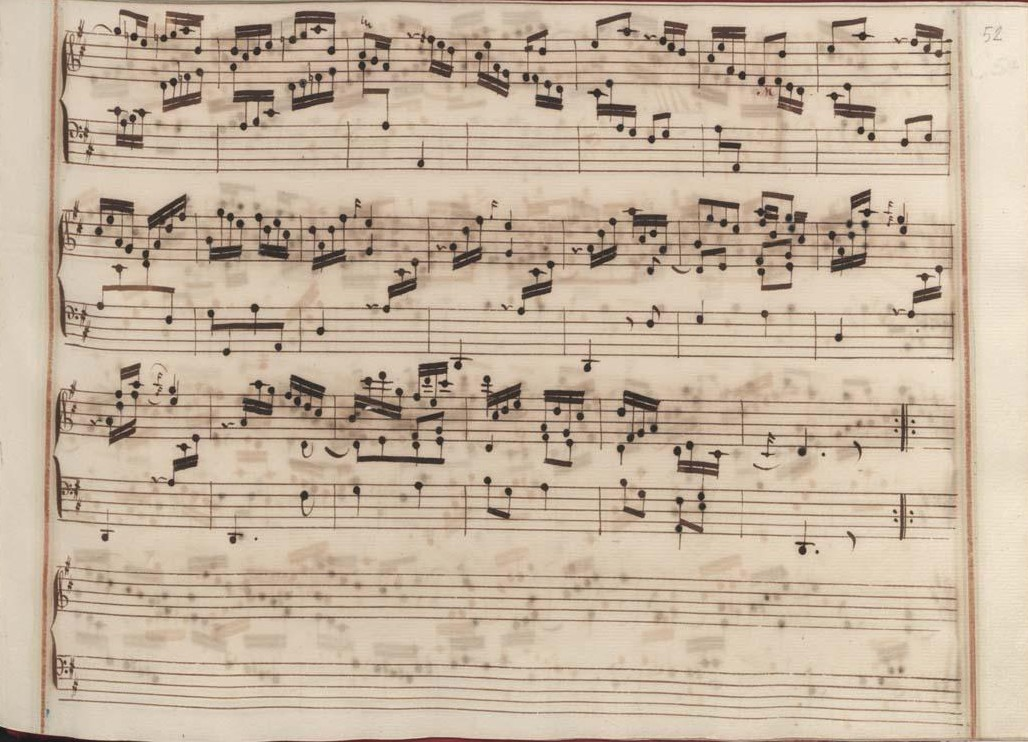
Venise I 26 (fin de la première section).

## Interprètes
La sonate K. 173 est défendue au piano notamment par Mikhaïl Pletnev (1994, Virgin/Erato), Hae Won Chang (1999, Naxos, vol. 2), Carlo Grante (2009, Music & Arts, vol. 1), Maurizio Baglini (2014, Decca) et Andrea Molteni (2021, Piano Classics) ; au clavecin par Scott Ross (1985, Erato), Richard Lester (2001, Nimbus, vol. 1), Ottavio Dantone (2002, Stradivarius, vol. 7), Pieter-Jan Belder (Brilliant Classics, vol. 4) et Andreas Staier (2018, Harmonia Mundi). Teodoro Anzellotti l'interprète à l'accordéon (2001, Winter & Winter).

## Sources
: document utilisé comme source pour la rédaction de cet article.
- Ralph Kirkpatrick (trad. de l'anglais par Dennis Collins), Domenico Scarlatti, Paris, Lattès, coll. « Musique et Musiciens », 1982 (1re éd. 1953 (en)), 493 p. (ISBN 978-2-7096-0118-4, OCLC 954954205, BNF 34689181).
- Alain de Chambure, « Domenico Scarlatti : Intégrale des sonates — Scott Ross », Erato (2564-62092-2), 1985 (OCLC 891183737) .
- (en) Carlo Grante, « Domenico Scarlatti, intégrale des sonates pour clavier (vol. 1) », Music & Arts (CD-1236), 2010 .